# تشيلسي سميث
تشيلسي مريم بيرل سميث (بالإنجليزية: Chelsi Smith)‏ (23 أغسطس 1973 - 8 سبتمبر 2018) ممثلة أمريكية ، مغنية ، مقدمة برامج تلفزيونية ، وحاملة لقب ملكة جمال بعدما توجت بمسابقة ملكة جمال الولايات المتحدة الأمريكية 1995 ، ومسابقة ملكة جمال الكون 1995. كانت سميث ثالث ملكة جمال الولايات المتحدة الأمريكية من أصل أفريقي أمريكي ، بعد كارول جيست (1990) وكينيا مور (1993) ، بالإضافة إلى كونها سادس أمريكية متوجة تعود باللقب لمسابقة ملكة جمال الكون منذ آخر مرة قبل 15 عامًا حينما توجت به ملكة الجمال شاين ويذرلي ملكة جمال الكون 1980.
توفيت تشيلسي سميث بسبب سرطان الكبد، عن عمر يناهز 43 عامًا،

## روابط خارجية
- تشيلسي سميث على موقع IMDb (الإنجليزية)
- تشيلسي سميث على موقع أول موفي (الإنجليزية)
- تشيلسي سميث على موقع كينوبويسك (الروسية)
- Official Miss Universe website - Past titleholders
- تشيلسي سميث في قاعدة بيانات الأفلام على الإنترنت
- Chelsi Smith Facebook
- Chelsi_Smithعلى تويتر.